# Zmróżka astrowata
Zmróżka astrowata (Cryptocephalus hypochaeridis) – gatunek chrząszcza z rodziny stonkowatych (Chrysomelidae).

## Systematyka
Gatunek po raz pierwszy zgodnie z zasadami nazewnictwa binominalnego został opisany w 1758 roku przez Karola Linneusza w 10. edycji Systema Naturae; autor nadał mu nazwę Chrysomela hypochaeridis. Obecnie gatunek zaliczany jest do rodzaju Cryptocephalus.

## Występowanie
Gatunek ten występuje w całej Europie, sięgając na północ do Wielkiej Brytanii i południowych prowincji Fennoskandii, na południu do północno-zachodniej Afryki i na wschód do Syberii. Ogólnie jest rzadko spotykany, lokalnie bardziej pospolity jest tylko w Anglii i Walii.

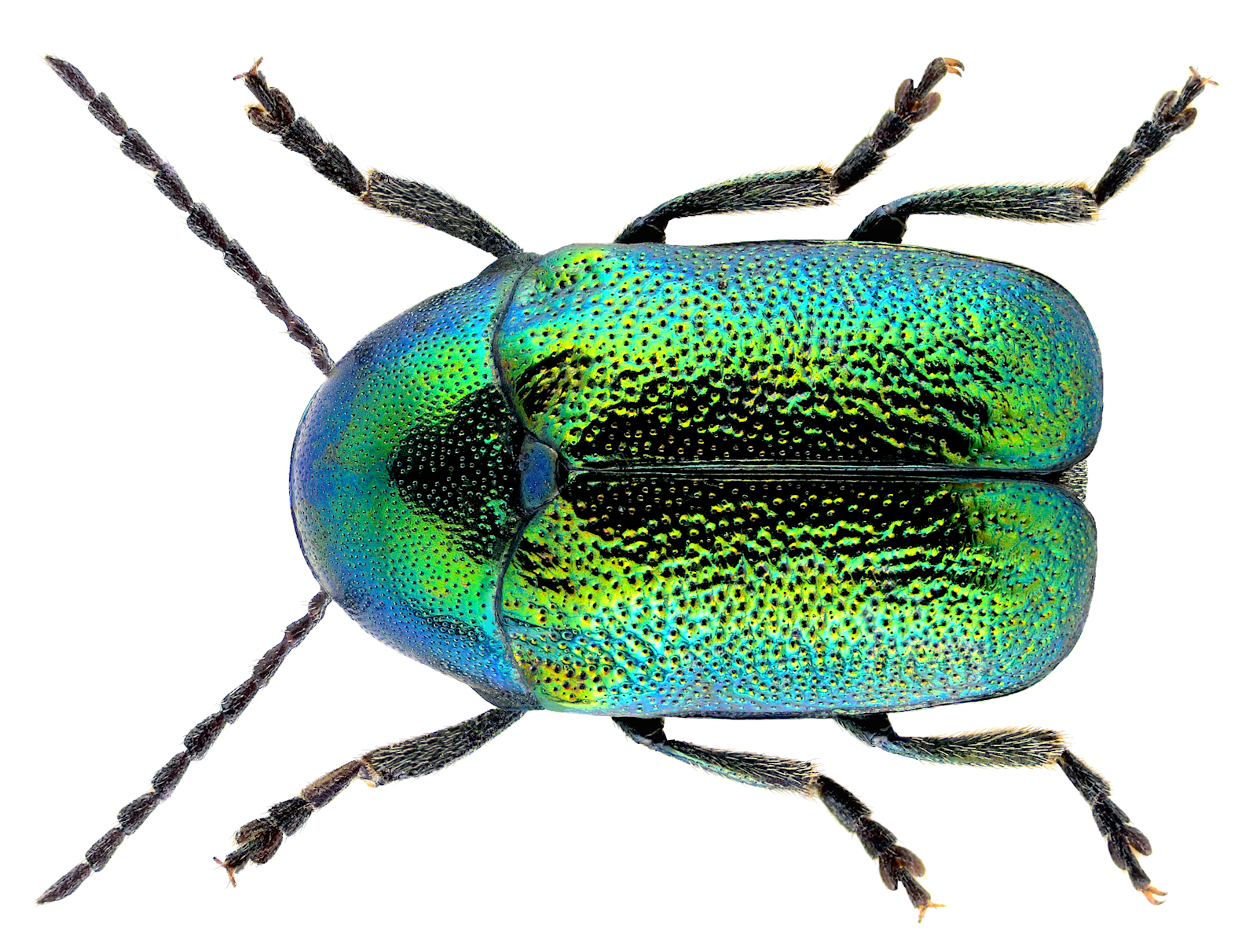
Cryptocephalus hypochaeridis

## Siedliska
Występuje na użytkach zielonych z mieszanką roślinności zielnej na obszarach kredowych i wapiennych, ale także z dobrze porośniętymi roślinami wydmami przybrzeżnymi. Dorosłe osobniki występują od kwietnia do września; żywią się pyłkiem i najczęściej występującymi żółtymi kwiatami m.in.: ostropestu żółtego, jaskrów, mleczów i dziurawca zwyczajnego.

## Rozmnażanie
Kopulacja samic następuje wiosną, a larwy rozwijają się latem, prawdopodobnie zimując i kończąc swój rozwój wiosną przed przepoczwarzaniem.

## Podobieństwo
Ogólnie bardzo podobny do Cryptocephalus aureolus, ale mniejszy (4,5–5,7 mm, C. aureolus mierzy 5,7–7,5 mm) oraz z przedpleczem drobniej i rzadziej nakłutym; wielkość jest zwykle dostatecznie różna. Aby odróżnić gatunek, ale w przypadkach wątpliwych tarczka zapewnia najłatwiejszy sposób odróżnienia, u obecnego gatunku jest poprzeczna, podczas gdy u C. aureolus jest kwadratowa. Płeć można rozróżnić na podstawie kształtu wierzchołkowego sternitu; u samic jest odcisk podłużny, podczas gdy u samców ma płytki odcisk przed kilem na krawędzi wierzchołkowej.